# Semisuturia robusta
Semisuturia robusta är en tvåvingeart som först beskrevs av Wulp 1881.  Semisuturia robusta ingår i släktet Semisuturia och familjen parasitflugor. Inga underarter finns listade i Catalogue of Life.